# 旺角街頭
《旺角街頭》（英語：To Where He Belongs）是2000年上映的一部香港電影，由黃家輝執導，任達華、黎姿、馬浚偉、吳毅將、陳建穎、陳秀茹主演的黑幫電影。

## 故事簡介
回（任達華飾）出生成長在旺角，自幼生活在黑社會老大的庇護之下，對社團裏的腥風血雨早已經習以爲常。大東（吳毅將飾）和回身在同一個社團，他非常嫉妒回得到的賞識，處處要和他爭一個高下。回對社團裏的明爭暗鬥倍感厭倦，早就想離開這片是非之地。一次偶然中，回因為丟失打火機而遇見了月（黎姿飾）。月的身世和阿回非常的像，身患絕症的她對未來失去了希望，渾渾噩噩度日。在回的幫助下，月漸漸找到了人生的意義，她和回之間也產生了真摯的感情。鳳（馬浚偉飾）是回的手下，他被阿月的豁達深深吸引，願為她付出一切，卻發現月已經戀上回，故與回決裂。正因為這樣，回犧牲自己暗地裡替鳳去完成任務，最後鳳與月離開旺角這個複雜之地。

## 演員
| 演员   | 角色       | 粵語配音 | 备注             |
| 任達華 | 回         | 任達華   | 社團頭目         |
| 黎 姿  | 月         | 陸惠玲   |                  |
| 馬浚偉 | 鳳         | 馬浚偉   | 小混混，回的手下 |
| 吳毅將 | 大東       | 吳毅將   | 社團頭目         |
| 陳建穎 |            |          | 小混混，後變節   |
| 陳秀茹 | 飲品店員工 |          | 月的朋友         |
| 黎宣   | 阿婆       | 黎宣     | 月的親人         |
| 鄭大衛 | 書店老闆   | 高翰文   |                  |
| 蔡國慶 | 興叔       | 羅偉傑   | 社團龍頭         |
| 駱維權 | 炳         | 葉振聲   | 金牌打手         |
| 蔡志峰 |            |          |                  |

## 音樂
| 歌名           | 主唱   | 作曲   | 填詞   | 編曲        |
| 〈沉睡的天堂〉 | 馬浚偉 | 羅金榮 | 許日佳 | Edward Chan |

## 外部連結
- 香港影庫上《旺角街頭》的資料（繁體中文）
- 豆瓣电影上《旺角街頭》的資料 （简体中文）